# Cigányszerelem
A Cigányszerelem Lehár Ferenc egyik legnépszerűbb operettje, háromfelvonásos mű.

## Szereplők
| Szereplő                              | Hangfekvés |
| ------------------------------------- | ---------- |
| Dragotin Péter, erdélyi földbirtokos  |            |
| Zórika, a lánya                       |            |
| Paulette, Dragotin unokahúga          |            |
| Jonel, Zórika vőlegénye               |            |
| Kajetán Dimitreanu a polgármester fia |            |
| Józsi, cigányprímás                   |            |
| Mosu                                  |            |
| Mademoiselle Berta, nevelőnő          |            |
| Körösháza Ilona, vidéki primadonna    |            |
| Kerem asszony                         |            |
| Mihály                                |            |
| Dimitreanu, polgármester              |            |

## Cselekménye
- Helyszín: Románia, Magyarország
- Idő: 19. század eleje

## Operettslágerek
- Hejha, hejhó, hogy csattog a villám
- Itt a kés
- Legyen áldott ez az óra
- Jól tudod, szegén cigányak nincs hazája, nincs sehol
- Volt egy leányka
- Van egy csodaszer
- Hahaha, igazán pompás
- Csókomtól, drágám, ébredezel
- Hangulat kell, semmi egyéb
- Messze a nagy erdő

## Bemutatók
- 2008: Szegedi Szabadtéri Játékok
- 2011: Budapesti Operettszínház[1]

## Megfilmesítések
- 1922 Zigeunerliebe – rendező: Thomas E. Walsh, színészek: Anny Ondra[2]
- 1974 Zigeunerliebe – rendező: Václav Kaslik[3]